# Partit Socialdemòcrata Hongarès
El Partit Socialdemòcrata Hongarès (hongarès Szociáldemokrata Párt, SZDP) és un partit polític d'Hongria fundat el 1989 i que es considera successor del partit homònim del 1890. És membre de la Internacional Socialista.
Durant els anys 1930 es va mantenir inactiu fins que a les eleccions legislatives hongareses de 1945 va obtenir el 17,4% dels vots i 69 escons, i a les eleccions de 1947 va treure el 14,9% i 67 escons. L'establiment del règim comunista a Hongria el 1949 els va condemnar a la clandestinitat. Va reaparèixer durant la revolució hongaresa de 1956, quan, liderat per Anna Kéthly, Gyula Keleman i Joseph Fischer va jugar un rol important en el govern provisional d'Imre Nagy, i el diari del partit Nepszava es va publicar sense censura. Després de la repressió de 1956 i 1957, va desaparèixer de nou sota la repressió estatal, i gran part de la direcció va escapar a l'exili.
Fou refundat per Imre Takacs amb una sèrie de veterans de la guerra després de la coalició de 1945 - 1948 i el govern d'Imre Nagy, com Robert Gábor, Sándor Bacskai i Ernö Nagy. Tanmateix, a les eleccions legislatives hongareses de 1990 només va treure el 3,55% dels vots i cap escó, de manera que va romandre totalment marginal llevat a algunes eleccions locals. Sota la co-direcció de Mátyás Szűrös de 2003-2005 el partit va tenir un gir brusc cap al populisme i la dreta Fidesz, cosa que li va fer restar credibilitat, fins que fou posat sota la direcció Tibor Sztankovánzki. L'abril de 2009, el partit va anunciar que Anna Petrasovits, líder de la MSZDP de 1989 a 1992 encapçalaria la llista per a les eleccions europees de 2009.